# Éditions Ambroise Vollard
Les éditions Ambroise Vollard sont une ancienne structure éditoriale française rattachée à la galerie d'art fondée par le marchand Ambroise Vollard. Elles publièrent, sous la forme de multiples, des bronzes, des estampes et des livres d'art, produits en collaboration avec des artistes majeurs de la première moitié du XXe siècle.

## Histoire
En 1893, Ambroise Vollard ouvre une galerie d'art à Paris, au 37-39 de la rue Laffitte, qui déménage ensuite au no 6 de la même rue. Il réédite en 1894 la Suite Volpini de Paul Gauguin, soit les onze zincographies exécutées par cet artiste en 1889. Vollard, après quelques tentatives avortées, se lance ensuite pleinement dans l'édition d'estampes. Son premier projet abouti fin 1895 est L'Album des peintres-graveurs tiré à cent exemplaires, comprenant vingt-trois compositions originales en couleurs exécutées par différents artistes, empruntant à différentes techniques de gravure comme l'eau-forte, la lithographie et la xylographie ; l'imprimeur-tireur principal est Auguste Clot.
En 1897, alors qu'il renonce à éditeur le projet avec Odilon Redon sur un poème de Stéphane Mallarmé, Vollard poursuit ce concept d'album et lance une deuxième série intitulée L'Album d'estampes originales de la galerie Vollard, avec cette fois 31 compositions, expérience qu'il renouvelle en 1898, avec seulement dix compositions, et ne l'édite pas, mettant ainsi fin à cette collection. Vers 1898, Paul Gauguin commence une série de gravures sur bois  qu'il doit présenter à Vollard, son marchand, en vue de l'éditer sous forme de suite gravée, parfois appelé Suite Vollard (Gauguin). Vollard refusera ce travail.
Survient alors une activité d'éditeur de livres d'art composés avec des artistes comme Pierre Bonnard (Parallèlement de Paul Verlaine, 1900), Auguste Rodin (1902), Maurice Denis (1911), ou Pablo Picasso, une production particulièrement soignée et originale pour l'époque. En 1910, Vollard fait éditer à cinq exemplaires dans le bronze, une sculpture de Picasso, Femme agenouillée se coiffant (1906). Dans les années 1930, Vollard édite entre autres Le Chef-d’œuvre inconnu illustré par Picasso (1931) et Passion illustré par Georges Rouault (1939). L'une des plus célèbres pièces de cette dernière période reste la Suite Vollard composée de nouveau avec Picasso. 
En 1914, Vollard écrit et publie la première monographie illustrée sur Paul Cézanne. Peu après guerre, la galerie déménage au 28 de la rue de Martignac.
En décembre 1930, la galerie Le Portique (Paris) expose les productions éditoriales de Vollard et publie à cette occasion un catalogue illustré.
En 1945, le marchand d'art Henri Marie Petiet (1894-1980) rachète le fonds gravé Vollard.

## Extrait du catalogue

### Albums d'estampes

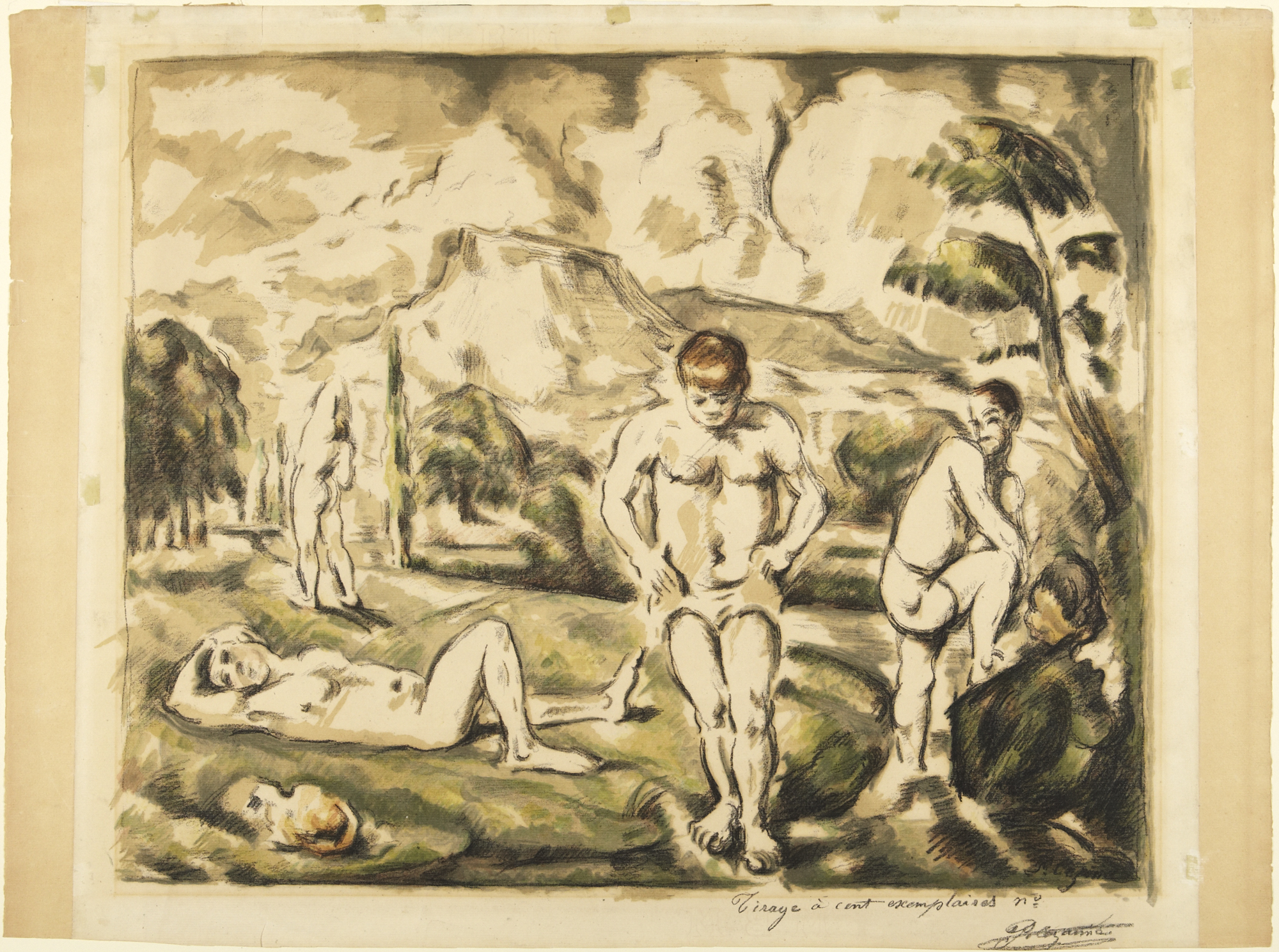
Les Baigneurs, lithographie en couleurs de Cézanne, 1898.

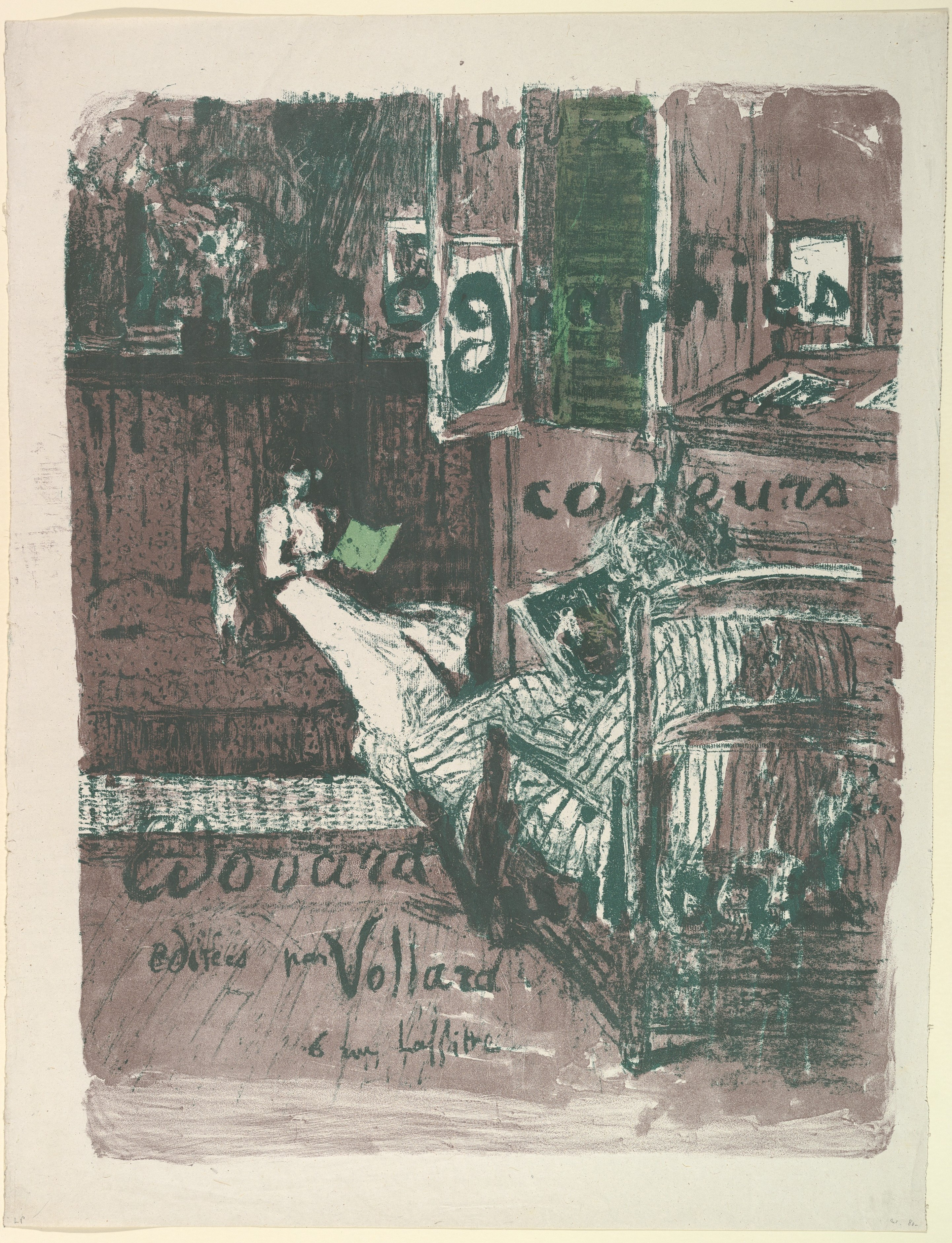
Couverture de l'album lithographié de Vuillard (1898, The MET).

- Suite Volpini, onze zincographies de Paul Gauguin, 1894
- L'Album des peintres-graveurs, 1896, cent exemplaires Estampes de L'Album des peintres-graveurs (1896) sur Commons Avec des estampes de George Auriol, Albert Besnard, Jacques-Émile Blanche, Pierre Bonnard, François-Rupert Carabin, Maurice Denis, Henri Fantin-Latour, Armand Guillaumin, Hermann-Paul, Gustave Leheutre, Alexandre Lunois, Charles Maurin, Edward Munch, James Pitcairn-Knowles, Odilon Redon, Auguste Renoir, József Rippl-Rónai, Théo van Rysselberghe, Jan Toorop, Suzanne Valadon, Félix Vallotton, Édouard Vuillard[2].
- L'Album d'estampes originales de la galerie Vollard, 1897 Estampes de L'Album d'estampes originales (1897) sur Commons Avec des estampes de Aman-Jean, G. Auriol, Bonnard, E. Carrière, Cézanne, C. Cottet, H.-C. Cross, M. Denis, M. Eliot, G. de Feure, J.-L. Forain, E. Grasset, A. Guillaumin, G. Leheutre, R. Lewisohn, A. Lunois, H. Martin, C. Maurin, L. Pissarro, Puvis de Chavannes, O. Redon, Rodin, K.-X. Roussel, C. H. Shannon, L. Simon, A. Sisley, Toulouse-Lautrec, E. Vuillard, T. P. Wagner, Whistler[2].
- Stéphane Mallarmé, Un coup de dés jamais n'abolira le hasard, avec des lithographies d'Odilon Redon, 1897 [inachevé][8]
- L'Album d'estampes originales de la galerie Vollard, 1898 [non publié] Estampes de L'Album d'estampes originales (1898) sur Commons 10 estampes de P. Bonnard, P. Cézanne, Forain, Lunois, Renoir, Signac, Vallotton, Vuillard[2].
- Amour, suite de 12 lithographies en couleurs de Maurice Denis, 1899
- Paysages et intérieurs, suite de 12 lithographies d'Édouard Vuillard, 1899
- Suite Vollard, 14 gravures sur bois de Paul Gauguin, 1898-1899 [refusée]
- Pierre Bonnard, Quelques aspects de la vie de Paris, suite de lithographies, 1899
- Suite Vollard, cent estampes originales de Picasso, 1930-1937

### Bronzes
- vers 1900 : Jeune Fille agenouillée d'Aristide Maillol
- 1902 : Surtout de table de Pierre Bonnard[9]
- 1902 : Léda d'Aristide Maillol
- 1903 : La Femme au crabe d'Aristide Maillol
- 1905 : Masque Fang du Gabon, moulage originel de la Fonderie Rudier pour Vollard[10],[11]
- 1906-1907 : Masque de Pablo Picasso
- 1910 : Femme agenouillée se coiffant de Pablo Picasso
- Vers 1919 : Tête de Vénus d'Auguste Renoir

### Livres d'art illustrés
- Apocalypse selon saint Jean, 12 lithographies en noir par Odilon Redon, 1899.
- Paul Verlaine, Parallèlement, 1900, avec 109 lithographies de Pierre Bonnard tirées en rose sanguine, 230 ex.
- Octave Mirbeau, Le  Jardin  des  supplices, avec 20 lithographies en couleurs et en noir d'Auguste Rodin, 1902, imprimé à 200 ex.
- Paul-Louis Courier (éd.), Les Pastorales de Longus ou Daphnis et Chloé, lithographies de Pierre Bonnard, 1902.
- Paul Verlaine, Sagesse, avec 72 illustrations de Maurice Denis gravées sur bois par Jacques Beltrand, 1911, imprimé à 250 ex.
- Charles Baudelaire, Les Fleurs du mal, avec 353 bois colorés d'Émile Bernard, 2 volumes, 1916, imprimé à 250 ex.
- Octave Mirbeau, Dingo, illustré par 55 eaux-fortes de Pierre Bonnard, 1924, imprimé à 370 ex.
- Paul Verlaine, Les Fêtes galantes, 56 gravures de Pierre Laprade, 1928, imprimé à 399 ex.
- Vie de sainte Monique, avec 29 lithographies, 17 eaux-fortes, et 118 gravures sur bois de Pierre Bonnard, 1930, imprimé à 340 ex.
- Honoré de Balzac, Le Chef-d'œuvre inconnu, avec 13 eaux-fortes et 67 dessins gravés sur bois de Pablo Picasso, 1931, imprimé à 340 ex.
- Guy de Maupassant, La Maison Tellier, 36 monotypes d'Edgar Degas gravés en aquatintes par Maurice Potin, 1934.
- Lucien de Samosate, Les Mimes des courtisanes, traduits par Pierre Louÿs, 15 monotypes d'Edgar Degas gravés en aquatintes par Maurice Potin, 1935.
- André Suarès, Passion, avec 17 eaux-fortes et 83 bois gravés par Georges Aubert d'après les dessins de Georges Rouault, 1939, imprimé à 245 ex.
- Satyricon de Pétrone, 36 burins d'André Derain, 1939-1951, imprimé à 326 ex. par Daniel Sickles / Henri Marie Petiet.

## Exposition
- [catalogue] « Édition limitée. Vollard, Petiet et l’estampe de maîtres », commissariat de Clara Roca (éd.), Paris-Musées, Petit Palais, janvier-juillet 2021  (ISBN 9782759604982)[12].

### Articles liés
- Renaissance de l'eau-forte